# Xivaísmo da Caxemira

O tridente (triśūlābija maṇḍalam) símbolo e yantra de Parama Shiva, representando as energias triádicas das deusas supremas Parā, Parā-aparā e Aparā śakti.

Xivaísmo da Caxemira ou Trika é uma tradição hindu não dualista de Tantra xaiva-xacta que se originou na Caxemira em algum momento depois de 850 d.C. Uma vez que esta tradição se originou na Caxemira, é frequentemente chamada de "xivaísmo da Caxemira". Mais tarde, tornou-se um movimento pan-indiano denominado "Trika" (literalmente, "Tríade") por seu grande exegeta, Abinavagupta, e floresceu particularmente em Odixa e Maharastra. As características definidoras da tradição Trika são seu sistema filosófico idealista e monista Pratyabhijna ("Reconhecimento"), proposto por Utpaladeva (c. 925–975 d.C.) e Abinavagupta (c. 975–1025), e a centralidade das três deusas Parā, Paraparā e Aparā. Também é distinta no período a sua racionalização filosófica das fontes tântricas tradicionais. Muitos de seus mestres se chamavam "defensores da liberdade" (svātantrya-vādin).
Embora Trika se baseie em numerosos textos xaivas, como os ágamas xaivas e os tantras xaivas e xactas, suas principais autoridades escriturísticas são o Mālinīvijayottara Tantra, o Siddhayogeśvarīmata e o Anāmaka-tantra. Suas principais obras exegéticas são as de Abhinavagupta, como Tantrāloka, Mālinīślokavārttika e Tantrasāra, que são formalmente uma exegese do Mālinīvijayottara Tantra, embora também se baseiem fortemente na subcategoria Krama do Kulamārga, baseada em Cáli. Outro texto importante desta tradição é o Vijñāna-bhairava-tantra, que se concentra em delinear inúmeras práticas iogues.
O xivaísmo da Caxemira compartilha muitos pontos paralelos de acordo com a escola monística menos conhecida de Shaiva Siddhanta, conforme expresso no Tirumantiram de Tirumular. Ao mesmo tempo que compartilha as divergências deste ramo com a escola dualista Shaiva Siddhanta de Meykandar, que os estudiosos consideram ser o xivaísmo tântrico normativo. As doutrinas do xivaísmo da Caxemira foram muito influentes na tradição Shri Vidya do xactismo.

## História

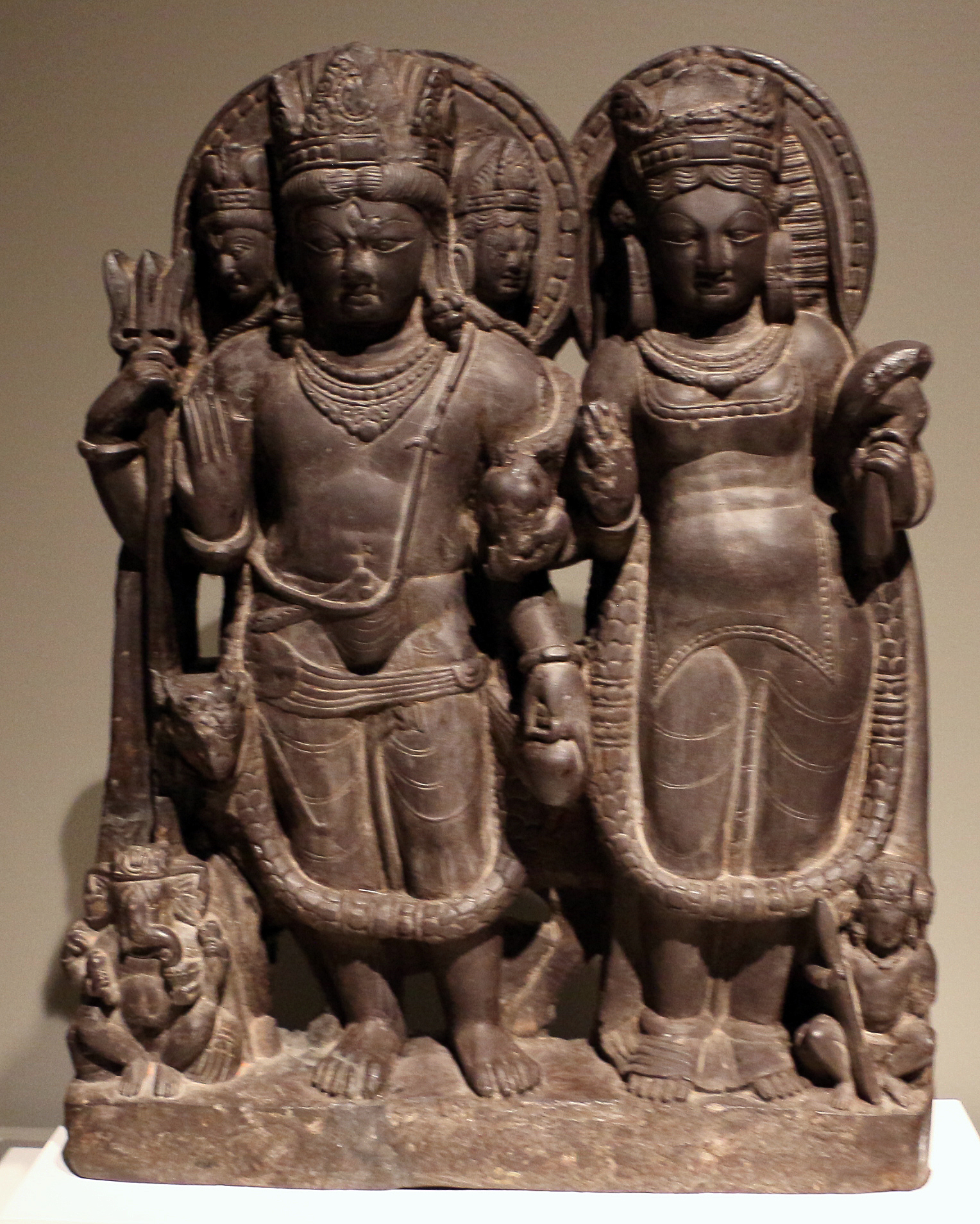
Xiva e Parvati (que está associada a Xácti), Caxemira, século X ou XI.

### Influências xaivas não-duais
Datando de cerca de 850-900 d.C., os Shiva Sutras de Vasugupta e Spandakārikā foram uma tentativa xaiva xacta de apresentar uma metafísica não dualista e uma soteriologia gnóstica em oposição à exegese dualística da escola Meykandar de Shaiva Siddhanta, enquanto permanecia em acordo com a visão monista expressa no Tirumantiram de Tirumular, mais antigo e possivelmente mais confiável. O ritualismo do Shaiva Siddhanta, em que se obtinha o poder salvífico pela iniciação xaiva, era atacado por Utpaladeva e Abhinavagupta, que reconheciam o conhecimento como tendo valor para a libertação. Os Shiva Sutras apareceram a Vasugupta em um sonho, segundo a tradição. O Spandakārikā foi composto por Vasugupta ou por seu aluno Bhatta Kallata.

### Principais pensadores do Trika
Os principais pensadores do Trika são aqueles da escola Pratyabhijñā ("Reconhecimento") da filosofia idealista não-dual xaiva.
Somānanda foi o primeiro teólogo da escola do reconhecimento e sua principal obra é o Śivadr̥ṣṭi. No entanto, foram Utpaladeva (c. 900–950) e Abhinavagupta (c. 950–1016, aluno de um dos discípulos de Utpaladeva) que desenvolveram o sistema em sua forma madura. Os Īśvarapratyabhijñā-kārikā (Versos sobre o Reconhecimento do Senhor) de Utpaladeva é uma das principais obras desta tradição, no entanto, foi ofuscada pelo trabalho de Abhinavagupta. Assim, de acordo com Torella, "o Īśvarapratyabhijñā-Vimarśinī de Abhinavagupta e o Īśvarapratyabhijñā-Vivr̥ti-Vimarśinī (um comentário sobre o Vivr̥ti de Utpaladeva sobre seu próprio Īśvarapratyabhijñā-Kārikā e Vr̥tti) são geralmente considerados as obras padrão do Pratyabhijña." Torella observa, entretanto, que "a maioria das ideias de Abhinavagupta são apenas o desenvolvimento do que Utpaladeva já havia exposto."
A síntese tântrica de Abhinavagupta foi a forma mais influente do "xivaísmo da Caxemira" tântrico. Reuniu elementos das seguintes sampradayas (linhagens): o Trika, Pratyabhijñā, o Kaula Krama e o Shaiva Siddhantha.
Abhinavagupta escreveu vários outros trabalhos sobre o tantra xaiva. Seus Tantrāloka, Mālinīślokavārttika e Tantrasāra são baseados principalmente no Mālinīvijayottara Tantra, embora também se baseiem fortemente na tradição Krama do Kulamārga, baseada em Cáli. O Tantrāloka de Abhinavagupta é provavelmente sua obra mais importante. De acordo com Christopher Wallis, "o Tantrāloka é uma explicação monumental da prática e filosofia tântrica em mais de 5.800 versos. É enciclopédico em seu escopo, embora não seja organizado como uma enciclopédia, pois em vez de apenas enumerar teorias e práticas, traz todas elas em um quadro coerente em que tudo tem o seu lugar e tudo faz sentido em relação ao todo."
Um dos alunos de Abhinavagupta, Kshemaraja, também é uma figura importante e autor do curto Pratyabhijñāhṛdayam (A Essência do Auto-Reconhecimento ).
Jayaratha (1150–1200) escreveu um comentário sobre o Tantrāloka.

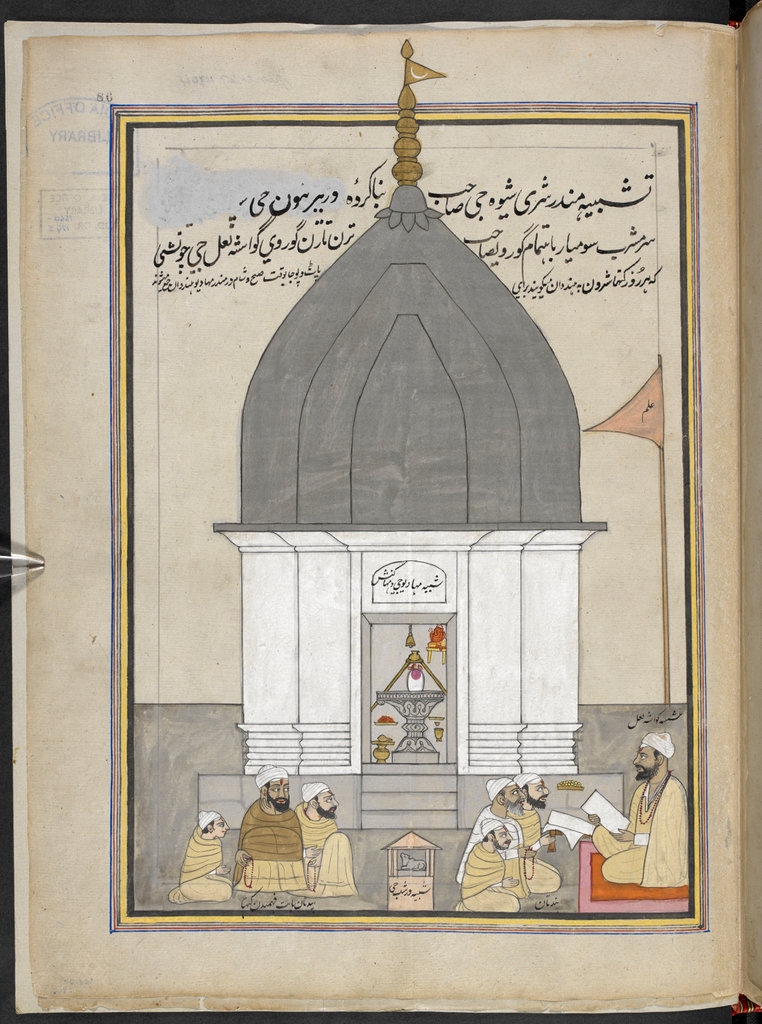
Pintura de um sacerdote e fiéis em um templo de Xiva em Srinagar, Caxemira, por volta de 1850–1860

### Declínio e influência
A base institucional e o apoio à tradição Trika desapareceram principalmente com as conquistas islâmicas da região, levando ao lento declínio e contração da tradição (embora continuasse a ser transmitida e praticada até o século XVIII).
No entanto, a tradição Trika foi amplamente influente em outras tradições religiosas indianas, particularmente nas tradições do Hataioga, como a escola Nāth de Gorakṣa e os sannyāsins da Dashanāmī, que extraem muito de sua prática iogue e ideias do corpo sutil das escrituras tricas.
O xaivismo triádico também influenciou fortemente as tradições xactas. Śrīvidyā, que provavelmente se originou na Caxemira, baseou-se fortemente na filosofia do Trika em seus textos explicativos seminais como o Yoginīhṛdaya e recebeu comentários de mestres do Trika como Jayaratha, e se tornou uma tradição influente no hinduísmo dominante, florescendo com apoio institucional no sul da Índia. Outra tradição tântrica influenciada pelo Trika foi a forma pós-clássica de xactismo Kalikula (família de Cáli), que é influente nas regiões do nordeste da Índia, como Bengala, Orissa e Nepal.

### Renascimento do século XX
O número de escritores e publicações importantes diminuiu após aproximadamente o século XIV, embora escritores como Rājānaka Ānanda Kavi, Anantaśaktipāda, Śivopādhyāya, Bhāskarakaṇṭha, Rājānaka Lakṣmīrāma e Harabhaṭṭa Śāstri continuassem a produzir comentários importantes sobre os principais textos xaivas da Caxemira no início do século XX.  No século XX, Swami Lakshman Joo, um hindu da Caxemira, ajudou a reviver as correntes acadêmicas e iogues do xivaísmo da Caxemira. Sua contribuição é enorme. Ele inspirou uma geração de estudiosos que fizeram do xivaísmo da Caxemira um campo legítimo de investigação dentro da academia.
Acharya Rameshwar Jha, um discípulo de Lakshman Joo, é frequentemente creditado por estabelecer as raízes do xivaísmo da Caxemira na comunidade erudita de Varanasi. Rameshwar Jha com sua criatividade, familiaridade com os textos antigos e experiências pessoais proporcionaram acesso aos conceitos do xivaísmo não-dualista da Caxemira. Seus escritos de versos em sânscrito foram publicados como os livros Purnta Pratyabhijna e Samit Swatantram.
Swami Muktananda, embora não pertencendo à linhagem direta do xivaísmo da Caxemira, sentiu uma afinidade pelos ensinamentos, validada pela sua própria experiência direta. Ele encorajou Motilal Banarsidass a publicar as traduções de Jaideva Singh dos Shiva Sutras, Pratyabhijnahrdayam, Spanda Karikas e Vijnana Bhairava, todos os quais Singh estudou em profundidade com Lakshman Joo. Ele também apresentou o xivaísmo da Caxemira a um amplo público de meditadores ocidentais por meio de seus escritos e palestras sobre o assunto.
O Vijnana Bhairava Tantra, um capítulo do Rudrayamala Tantra, foi apresentado ao Ocidente por Paul Reps, aluno de Lakshman Joo, ao incluir uma tradução para o inglês em seu livro Zen Flesh, Zen Bones. Apresentado como um discurso entre o deus Xiva e sua consorte Devi ou Xácti, apresenta 112 métodos de meditação ou técnicas de centramento (daranas).

## Filosofia

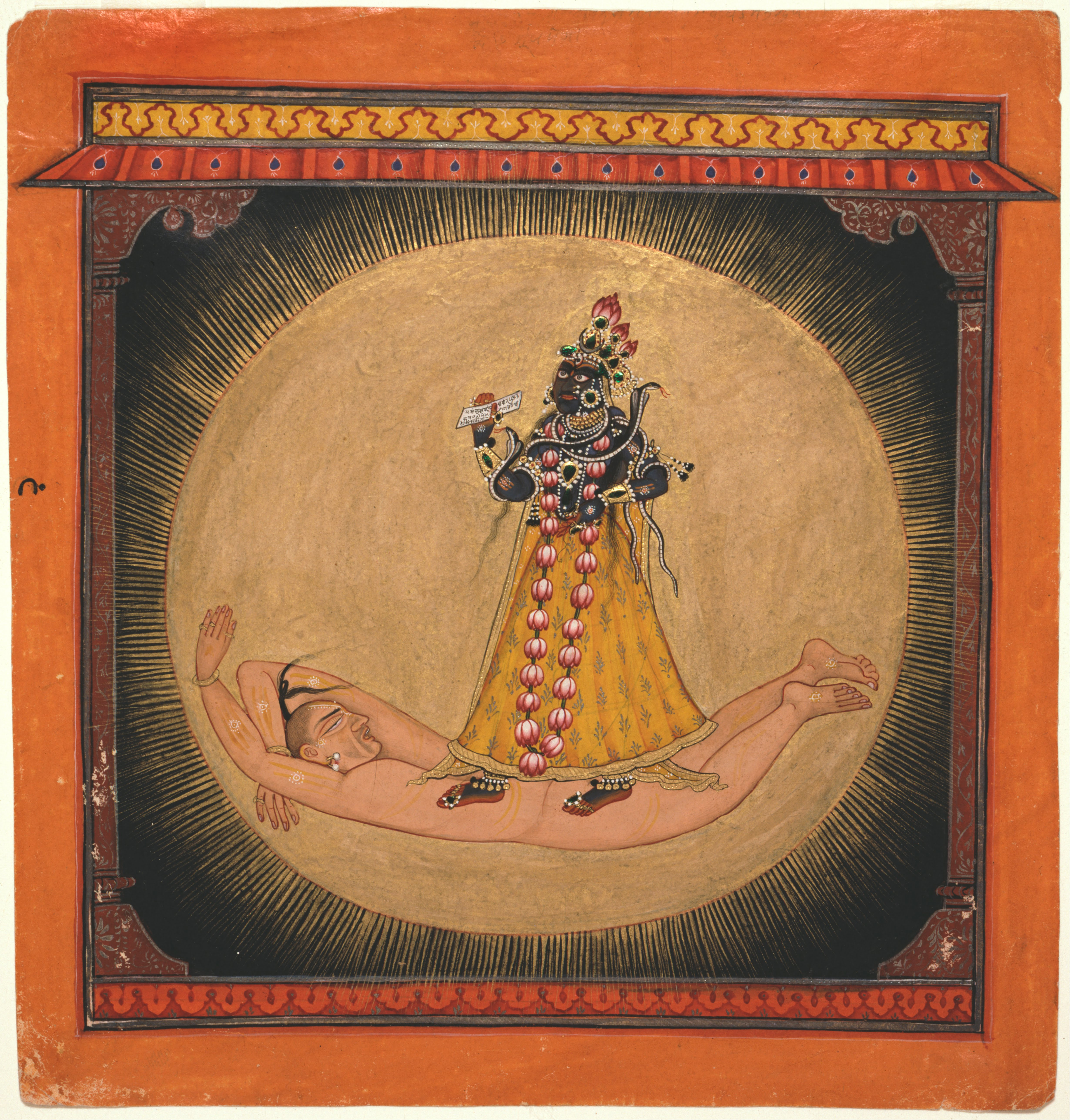
Uma pintura da deusa Cáli de Jamu e Caxemira, c. 1660-70, de uma série Devi tântrica atribuída a Kripal de Nurpur (ativo c. 1660 - c. 1690). Museu de Arte da Filadélfia

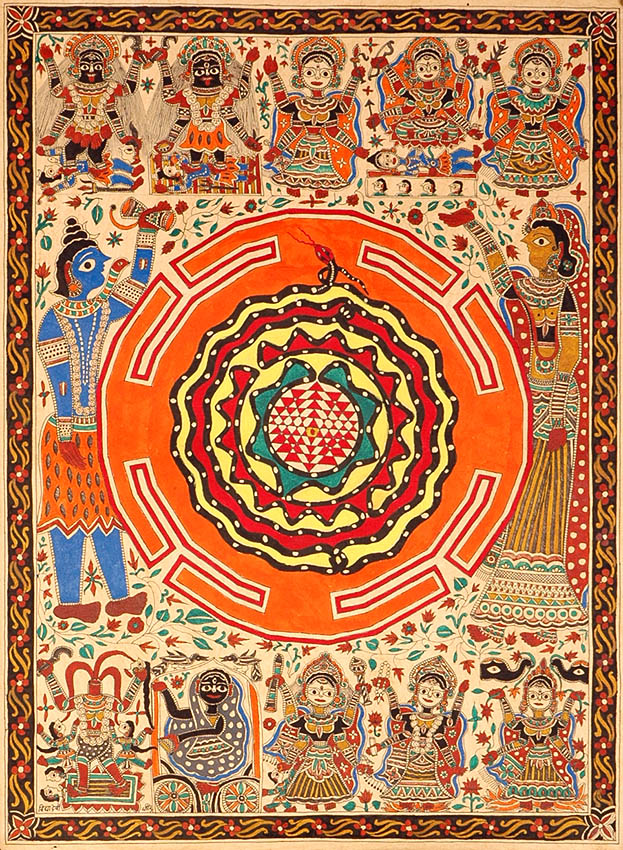
Diagrama de Sri Yantra com os Dez Mahavidyas. Os triângulos representam Xiva e Xácti, a cobra representa Spanda e Kundalini.

### Influências e principais expoentes
A filosofia do xivaísmo Trika é chamada Pratyabhijñā (Reconhecimento) e é principalmente um teísmo não-dual idealista e monista. É influenciado pelas obras do monista xaiva Vasugupta (c. 800-850) e numerosas escrituras xaivas, como os ágamas, os tantras xaivas-xactas e as escrituras de Kaula. O sistema filosófico Trika de Pratyabhijñā é apresentado nas obras de Somānanda (c. 900–950), Utpaladeva (c. 925–975), Abhinavagupta (c. 975–1025) e seu discípulo Kṣemarāja (c. 1000– 1050).
De acordo com Christopher Wallis, a filosofia do Trika também adotou muito do aparato ontológico da escola Sânquia, como seu sistema de 25 tattvas, expandindo-o e reinterpretando-o para seu próprio sistema de 36 tattvas. Houve uso também da epistemologia Niaia-Vaixesica (principalmente sobre raciocínio inferencial). Outra fonte importante para o Trika é o teísmo monista do Shaiva Siddhanta de Tirumular. Os xaivas também foram influenciados pelo trabalho dos filósofos budistas Vijñānavāda e Pramanavada, especialmente Dharmakirti, que também foi considerado o principal oponente não-xaiva e cujas doutrinas foram às vezes absorvidas pelo sistema Pratyabhijñā. Além do mais, houve no sistema filosófico forte influência de Bhartṛhari (século V), por exemplo no conceito de dinamismo da consciência.

### Metafísica e teologia
A filosofia do Reconhecimento, conforme delineada por pensadores como Utpaladeva, ensina que embora a identidade de todas as almas seja uma com Deus (Íxvara) ou Xiva (que é a realidade única, Ser e consciência absoluta), elas se esqueceram disso devido a Maiá ou ignorância. Contudo, através do conhecimento pode-se reconhecer a autêntica natureza divina e tornar-se um ser libertado. Outro elemento importante da teologia do Trika é a natureza ativa e dinâmica da consciência, que é descrita como a vibração ou pulsação espontânea (spanda) da consciência universal, que é uma expressão de sua liberdade (svātāntrya) e poder (Śakti). Por isso, embora esta filosofia seja idealista, ela afirma a realidade do mundo e da vida cotidiana, como uma transformação real (parinama), manifestação ou aparecimento (ābhāsa) da consciência absoluta. O Absoluto também é explicado através da metáfora da luz (prakasha) e da consciência reflexiva (vimarsha).

A teologia básica da escola de Reconhecimento do Trika é resumida por Utpaladeva no Īśvarapratyabhijñā-Kārikā (Versos sobre o Reconhecimento do Senhor) da seguinte forma:
"Existe apenas uma Grande Divindade, e ela é o Eu interior de todas as criaturas. Ele se incorpora como todas as coisas, cheio de consciência ininterrupta de três tipos: "eu", "isto" e "eu sou isto"."
A teologia da escola é expressa por Kshemaraja em seu Pratyabhijñā-hṛdayam (O Coração do Reconhecimento) da seguinte forma:
"A consciência, livre e independente, é a causa da realização de tudo. Ela desdobra o universo por sua própria vontade e em sua própria tela. Torna-se diversa por sua divisão em sujeitos e objetos que se adaptam mutuamente. O ser consciente individual, como uma condensação da Consciência universal, incorpora todo o universo numa forma microcósmica."
O moderno estudioso-praticante do Tantra xaiva, Christopher Wallis descreve a metafísica e a teologia do Tantra xaiva não-dual assim:
"Tudo o que existe, ao longo de todos os tempos e além, é uma Consciência divina infinita, livre e feliz, que projeta dentro do campo de sua consciência uma vasta multiplicidade de sujeitos e objetos aparentemente diferenciados: cada objeto é uma atualização de uma potencialidade atemporal inerente à Luz da Consciência, e cada sujeito é o mesmo mais um locus contraído de autoconsciência. Esta criação, uma peça divina, é o resultado do impulso natural da Consciência para expressar a totalidade do seu autoconhecimento em ação, um impulso que surge do amor. A ilimitada Luz da Consciência se contrai em locais de consciência finitos e corporificados por sua própria vontade. Quando esses sujeitos finitos se identificam com as cognições e circunstâncias limitadas e circunscritas que constituem esta fase da sua existência, em vez de se identificarem com a pulsação transindividual abrangente da Consciência pura que é a sua verdadeira natureza, eles experimentam o que chamam de “sofrimento”. Para corrigir isso, alguns sentem um desejo interior de seguir o caminho da gnose espiritual e da prática iogue, cujo objetivo é minar a sua identificação errada e revelar diretamente, no imediatismo da consciência, o fato de que os poderes divinos da Consciência, Beatitude, Vontade, Conhecer e Agir também compreendem a totalidade da experiência individual – desencadeando assim o reconhecimento de que a verdadeira identidade de alguém é a da Divindade mais elevada, o Todo em todas as partes. Esta gnose experiencial é repetida e reforçada através de vários meios até se tornar a base não-conceitual de cada momento de experiência, e o sentido contraído do eu e da separação do Todo é finalmente aniquilado no brilho incandescente da expansão completa para a totalidade perfeita. Então a percepção abrange completamente a realidade de um universo dançando em êxtase na animação de sua divindade completamente perfeita."
Esta única realidade suprema também é às vezes chamada de Aham (o coração). É considerado um espaço interior não-dual de Xiva, suporte para toda a manifestação, mantra supremo e idêntico a Xácti. No xivaísmo da Caxemira, a forma mais elevada de Cáli é Kalasankarshini, que é nirguna, sem forma e muitas vezes aparece como uma chama acima da cabeça de Guhya Kali, a forma grosseira mais elevada de Cáli. Nas artes nepalesas newares, os atributos formais e informes de Cáli são frequentemente imaginados em uma única forma de arte, mostrando a hierarquia das deusas em sua tradição. Nela a imagem de Guhyakali culmina em chama, com Kalasankarshini, a divindade mais elevada da sequência, que consome o tempo dentro de si e é imaginada apenas como uma chama representando Para Bramã.

#### Teologia da Tríade ouTrika

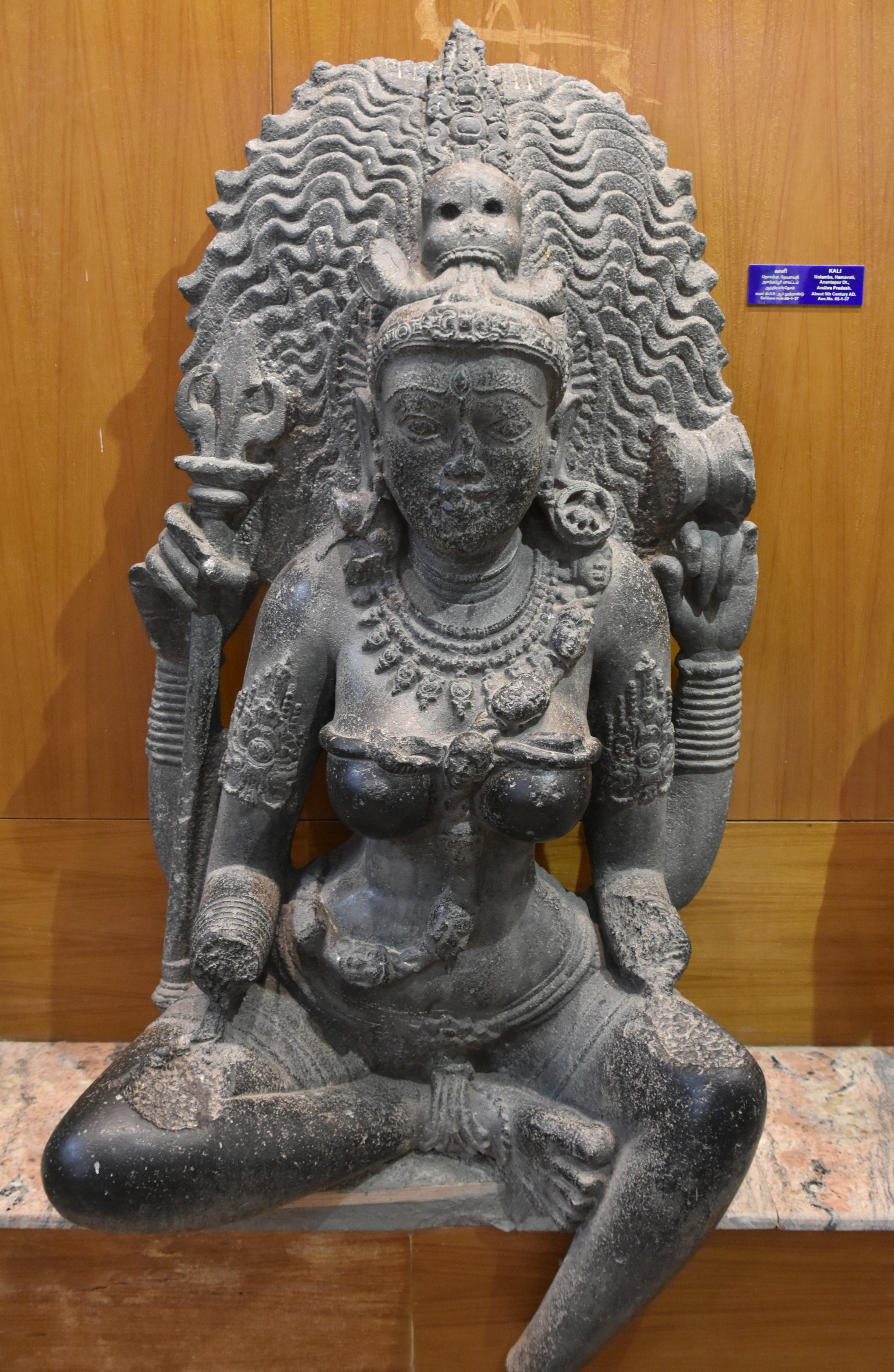
Cáli, c. século IX, de Andra Pradexe. A síntese Trika de Abhinavagupta também adotou as doutrinas da escola Krama do Xacta Tantra, cuja deusa principal era Cáli.

Um elemento importante da teologia do Trika é o uso de várias tríades (simbolizadas pelo tridente) em sua explicação teológica da realidade Absoluta. Existem várias tríades descritas na teologia Trika de pensadores como Abhinavagupta, incluindo:
- Três realidades: Xiva (O Supremo Transcendente), Xácti (imanente na criação, o elo entre o macrocosmo e o microcosmo) e Aṇu (o átomo ou indivíduo limitado, uma imagem completa do último, o microcosmo do macrocosmo).[49]
- Três poderes: Icchā (vontade), Jñāna (conhecimento) e Kriyā (ação). Qualquer ação de qualquer ser, incluindo Deus, está sujeita a estas três energias fundamentais. Iccha ou Vontade está no início de qualquer ação ou processo. Jñana pelo qual a ação é claramente expressa primeiro na mente, antes de ser colocada em ação. Depois vem Kriya, a energia da ação.
- Três entidades: pati (Xiva), pāśa (escravidão), paśu (alma)
- Tríade de Xácti ou Três Deusas: Parā (transcendência), Parāparā (transcendência e imanência) e Aparā śakti (imanência)
- Três aspectos do conhecimento: Pramatri (o sujeito), Pramana (as modalidades de conhecimento) e Prameya – o objeto conhecido
- Três estados de consciência: jāgrat (despertar), svapna (sonhar) e suṣupti (sono sem sonhos)
- Caminho espiritual triplo: Śāmbhavopāya, Śāktopāya e Āṇavopāya
- A tríade transcendental: prakāśa (luminosidade), vimarśa (dinâmica), sāmarasya (bem-aventurança homogênea)
- As três impurezas: āṇavamala, maiá, carma.

### Comparação com Advaita Vedanta
O xivaísmo da Caxemira e o Advaita Vedanta são ambas filosofias não-duais que dão primazia à Consciência Universal (Chit ou Bramã). No xivaísmo da Caxemira, todas as coisas são uma manifestação desta Consciência, mas o mundo fenomênico (Xácti) é real, existindo e existindo na Consciência (Chit). Jaideva Singh lista sete diferenças principais entre o Advaita e o xivaísmo da Caxemira, onde no xivaísmo da Caxemira, (1) o Absoluto é ativo, ao invés de passivo, (2) o mundo é uma aparência real, em vez de falsa (mithyā), (3) graça (anugraha) tem um papel soteriológico, (4) o átmã está presente no corpo humano em forma dinâmica (spaṇda), e não como uma testemunha pura (sākṣī), (5) os métodos incluem todos os quatro upaias, em vez de apenas enfatizar Śāmbhavopāya, (6) a ignorância (avidyā) é desenraizada tanto no nível intelectual (bauddha) quanto no pessoal (paurusha), e não apenas no nível intelectual, e (7) a libertação (muktī) não é um isolamento do mundo (kaivalya), mas uma integração no mundo que aparece como Xiva.

## Textos
O primeiro texto da tradição é considerado os Sutras de Xiva, ditos como tendo sido revelados por insipração ao sábio Vasugupta na metade do século IX, e sobre os quais Kshemaraja escreveu comentários; foram eles que iniciaram a tradição de Caxemira como um ramo separado do xivaísmo. O xivaísmo da Caxemira está fundamentado sobre os ágama-xastras. De acordo com Mark S. G. Dyczkowski, o xivaísmo da Caxemira considera três escrituras "como suas autoridades primárias", o Mālinīvijayottara Tantra (considerado por Abhinavagupta como o de maior autoridade), o Siddhayogeśvarīmata e o Anāmaka-tantra. Além desses, são seguidos os tantras Svacchanda, Vijñana-bhairava, Ucchusma-bhairava, Ananda-bhairava, Mrgendra, Matañga, Netra, Naishvasa, Syayambhuva e Rudra-yamala.
Sendo um sistema tântrico monístico, o xivaísmo Trika, como também é conhecido, extrai ensinamentos de xrutis, como os monísticos Bhairava Tantras, Shiva Sutras de Vasugupta, e também uma versão única do Bhagavad Gītā que conta com um comentário de Abhinavagupta, conhecido como a Guitarra Samgraha. Os ensinamentos também são extraídos do Tantrāloka de Abhinavagupta, proeminente entre um vasto corpo de smritis empregados pelo xivaísmo da Caxemira.
Em geral, toda a tradição escrita do xivaísmo pode ser dividida em três partes fundamentais: Āgama Śāstra, Spanda Śāstra e Pratyabhijñā Śāstra.
1. Āgama Śāstra são aqueles escritos considerados uma revelação direta de Xiva. Esses escritos foram primeiro comunicados oralmente, do mestre ao digno discípulo. Eles incluem obras essenciais como Mālinīvijaya Tantra, Svacchanda Tantra, Vijñāna Bhairava Tantra, Netra Tantra, Mṛgendra Tantra, Rudrayāmala Tantra, Śivasūtra e outros. Existem também numerosos comentários a essas obras, Śivasūtra contendo a maioria deles.
O Svacchanda foi comentado por Kshemaraja e enfatiza ténicas rituais ióguicas, prânicas e mântricas, principalmente na enunciação do mantra OM.
O Vijnana-bhairava foi chamado por Abhinavagupta de "o Ensino Esotérico para o Conhecimento Direto de Xiva" (Shiva-vijnãna-upanishad), apresentando descrições de métodos de meditação para se unificar com Xiva. O Mālinīvijaya se refere a um arranjo dos 50 fonemas sânscritos, considerados como sendo de supremo valor ritual e místico.
2. Spanda Śāstra, cuja obra principal é Spanda Kārikā de Bhatta Kallata, discípulo de Vasugupta, com seus muitos comentários. Destes, dois são de grande importância: Spanda Sandoha (este comentário fala apenas dos primeiros versos de Spanda Kārikā) e Spanda Nirṇaya (que é um comentário do texto completo).
3. Pratyabhijñā Śāstra são aqueles escritos que possuem principalmente um conteúdo metafísico. Devido ao seu nível espiritual e intelectual extremamente elevado, esta parte da tradição escrita do xivaísmo é a menos acessível para os não iniciados. No entanto, este corpus de escritos refere-se à modalidade mais simples e direta de realização espiritual. Pratyabhijñā significa "reconhecimento" e refere-se ao reconhecimento espontâneo da natureza divina escondida em cada ser humano (átmã). As obras mais importantes desta categoria são: Īśvara Pratyabhijñā, a obra fundamental de Utpaladeva, e Pratyabhijñā Vimarśinī, um comentário a Īśvara Pratyabhijñā . Īśvara Pratyabhijñā significa, de fato, o "reconhecimento direto do Senhor" (Īśvara) como idêntico ao Coração de alguém. Antes de Utpaladeva, seu mestre Somānanda escreveu Śiva Dṛṣṭi (A Visão de Xiva), um poema devocional escrito em múltiplos níveis de significado.

## Prática

### Pré-requisitos

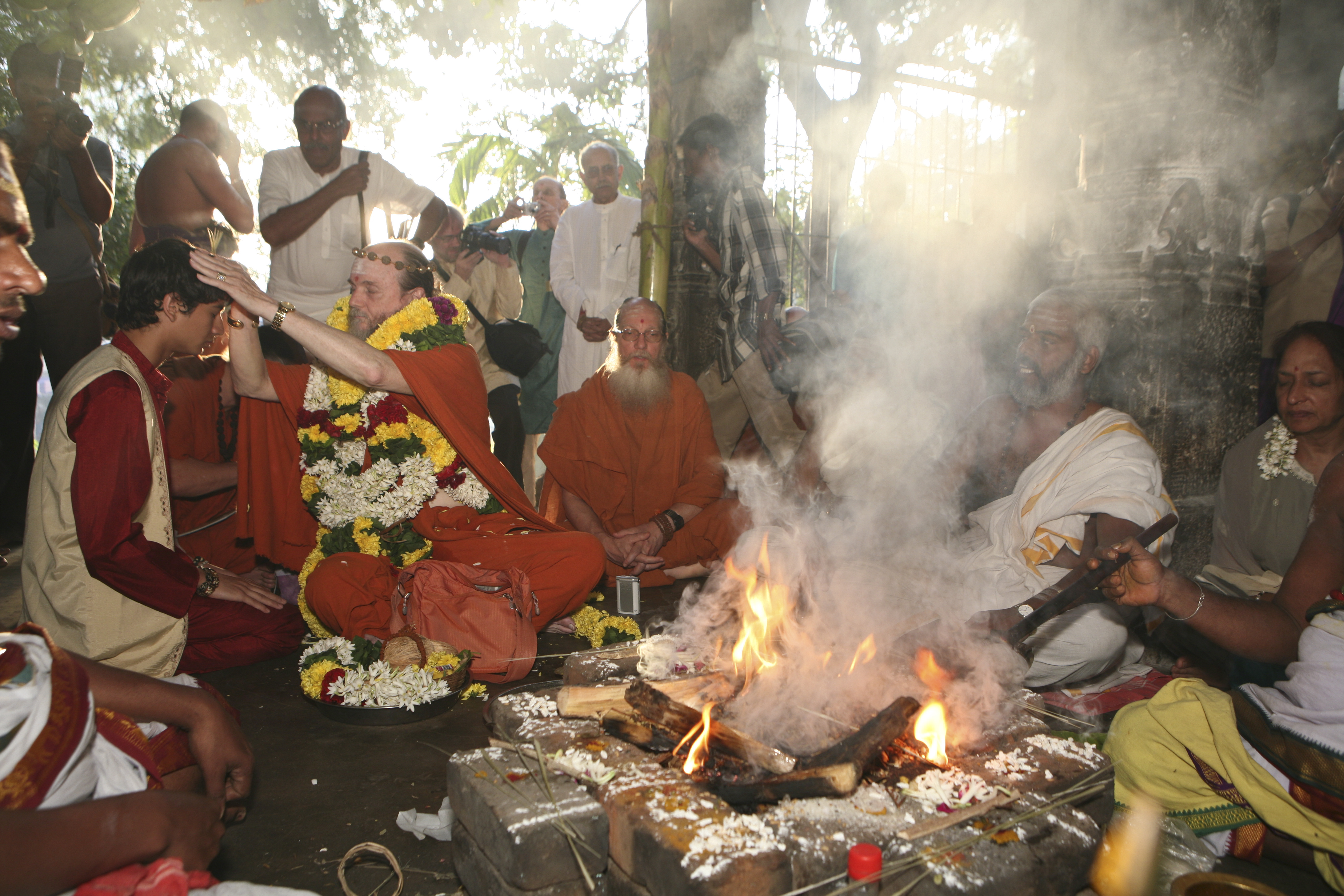
A iniciação tântrica (dīkṣa) é necessária para empreender as práticas tântricas do xivaísmo Trika.

Por ser uma tradição tântrica, um pré-requisito necessário para a prática ióguica Trika é a iniciação tântrica ou dīkṣa. O Mālinīvijayottara Tantra, uma fonte importante da tradição, afirma: "Sem iniciação não há qualificação para ioga xaiva."
Embora domesticado em uma tradição familiar, o xivaísmo da Caxemira recomendava uma execução secreta das práticas do Kaula de acordo com sua herança tântrica. Isso deveria ser feito isolado dos olhos do público, permitindo assim manter a aparência de um chefe de família típico.

O Mālinīvijayottara Tantra descreve vários pré-requisitos importantes que conferem autoridade para praticar Ioga:
"O iogue que dominou a postura [e] a mente, controlou a energia vital, subjugou os sentidos, conquistou o sono, superou a raiva e a agitação e que está livre de enganos, deve praticar Ioga em uma caverna tranquila e agradável ou em uma cabana de barro livre de todos obstruções."

### Seislaksyas

Estátua de xisto de Xiva Mahadeva, Norte da Índia, Caxemira, século VIII. Museu de Arte de Cleveland.

Numerosos textos, como o Mālinīvijayottara Tantra, também descrevem seis "variedades de objetivos" ou "alvos" (laksyas) de práticas iogues, principalmente:
- Contemplação do vazio (vyoman), que concede todas as Perfeições e libertação.
- Contemplação do corpo (vigraha), que concede a coerção de divindades como Vixnu ou Rudra
- Contemplação da gota (bindu), que confere soberania aos iogues
- Contemplação do fonema (varna), que confere a perfeição do mantra
- Contemplação do mundo (bhuvana), que confere a regência de um mundo
- Contemplação da ressonância (dhvani), que leva ao isolamento e à libertação.

Cada um dos objetivos recebe práticas específicas. Por exemplo, no Mālinīvijayottara Tantra, diz-se que o aperfeiçoamento do Vazio é alcançado movendo a mente e a energia vital (através do uso da ressonância mântrica) através de dois grupos de três vazios localizados ao longo do canal central (que também estão correlacionados com um sistema de seis chacras), atingindo a região acima da cabeça. Diferentes escrituras descrevem diferentes listas de vazios e sua localização no corpo. A prática da ressonância trata de vários sons e de como o iogue deve se concentrar em um som específico e em sua ressonância dentro do canal central.
Em relação ao mantra, diferentes tantras e textos xaivas ensinam diferentes mantras e bijas (sementes). Esses mantras são geralmente entoados (uccara) em diferentes posições do corpo ao longo do canal central (como no coração, garganta, testa, etc.). O Diksottara tantra por exemplo, ensina a entonação do mantra "haṃsá", começando na região do coração. Alguns textos ensinam "uma subida linear através do coração, da garganta, do palato e da testa, culminando com a transcendência da experiência sonora à medida que o 'Limite da Ressonância' [nadanta] no crânio é perfurado". Outros textos fazem com que a energia mântrica siga a respiração pelo nariz fora do corpo.

### Iogas
Visto que o xivaísmo Trika é uma síntese de várias tradições, seus textos, como o Mālinīvijayottara Tantra, distinguem quatro tipos diferentes de ioga xaiva. De acordo com Somadev Vasudeva:
"Dois deles foram assimilados dos Tantras do Siddhanta que possui duas escolas, uma monista e outra dualista. [1.] a conquista dos níveis de realidade (tattvajaya), que foi transformada em um tipo radicalmente novo de ioga baseado nos quinze níveis do processo aperceptivo, e, [2.] o ioga dos seis auxiliares (ṣaḍaṅgayoga), que é retomado com apenas pequenas variações. O terceiro é [3.] Kaula yoga com seu sistema de quatro imersões (pindastha, padastha, rupastha e rupatita) e como um quarto pode ser contado [4.] os três tipos de posse (avesa) ensinados no Trika (anava, sakta e sambhava) que são apresentados de forma inovadora como três metacategorias sob as quais todos os exercícios ióguicos podem ser agrupados."

#### A conquista dostattvas
Nos textos do Trika, bem como em outras escolas xaivas, é comum formular o processo de conquista iogue das realidades (tattvas) como uma série de Dhāraṇās. Daranas ("introspecções") são "sequências complexas de práticas meditativas" que se concentram em uma série de contemplações sobre uma "hierarquia de estados aperceptivos projetados para aproximá-lo cada vez mais do nível do observador mais elevado, Xiva". Esta hierarquia de meditações e visualizações é baseada no esquema xaiva dos 36 tattvas. Segundo Somadev Vasudeva, o procedimento pode ser descrito assim:
"O iogue começa desligando a mente dos estímulos externos e depois a fixa em um tattva [como terra, água, etc.] com uma absorção cada vez mais profunda. Ele alcança uma visão internalizada da realidade e a compara com seu conhecimento escriturístico autorizado do mais alto nível. Por meio de tarka [raciocínio], um julgamento de valor ontológico, ele discerne que é diferente de Xiva e, portanto, o transcende. A ascensão do iogue inevitavelmente o leva à realidade que é Xiva no zênite de todos os caminhos."
Um exemplo da meditação sobre o tattva de buddhi (intelecto) do Mālinīvijayottara Tantra é o seguinte:
"Contemplando no coração um lótus com a cor do sol nascente, com oito pétalas contendo os [oito bhavas] do dharma, etc., e um pericarpo, o intelecto [do iogue] torna-se estável dentro de um mês. Dentro de seis anos ele se torna um conhecedor do Shruti (escritura). Dentro de três anos ele próprio se torna autor de escrituras. Contemplando sua própria forma [física] ali (no coração), ele percebe o princípio do intelecto."

#### Ioga com seis auxiliares (ṣaḍaṅgayoga)
O Ioga Trika geralmente usa um sistema de seis "membros" ou auxiliares (angas) que são vistos como subsidiários à conquista principal dos tattvas. Este sistema foi adotado no Shaiva Siddhanta, bem como nas escrituras do Pāñcarātra, como o Jayakhyasamhita. De acordo com Somadeva Vasudeva, no Trika, ṣaḍaṅgayoga "deve ser entendido como uma coleção de técnicas ióguicas úteis ou mesmo indispensáveis que permitem ao futuro iogue alcançar a "coalescência" ou "identificação" necessária (tanmayata, lit. o "consistindo de talidade") com o objeto de contemplação."
Essas seis subsidiárias, conforme descritas pelo Mālinīvijayottara Tantra, são:
- Pranaiama, controle da "respiração" ou "energia vital" (prana), inclui várias formas de inspiração, expiração, kumbhaka, bem como postura adequada (asana), definida como lótus ou alguma outra postura sentada. Também é ensinada a prática de udgatha (erupção), que é um "processo pelo qual o ar retido é impulsionado ou lançado para cima a partir da região do umbigo, atingindo a cabeça".[77]
- Darana (fixações ou concentrações). Quatro são ensinados: Fogo, Água, Soberano (definido como bindu e nada) e Néctar (fixado em um disco lunar acima do crânio que deixa cair o néctar divino no canal central, enchendo o corpo).[78]
- Tarka (julgamento ou raciocínio), definido como "a verificação do que deve ser cultivado e do que deve ser rejeitado".
- Dhyāna (meditação), definida como "contemplação atenta em Xiva" ou "um fluxo focado de consciência direcionado para a realidade julgada e, portanto, aceita".
- Samádi, uma absorção profunda que surge de uma meditação prolongada (o texto afirma 48 minutos) e "firmemente estabelecida", na qual o iogue "se torna como se inexistente. Ele atinge um estado em que se torna como se estivesse morto, do qual até intenso sons e outros [dados dos sentidos] não podem despertá-lo."[79]
- Pratyāhāra, retirada completa da mente

No Mālinīvijayottara Tantra (capítulo 17) , estes são vistos como seis passos progressivos que levam à identificação completa com o objeto da meditação. É importante notar que diferentes tantras xaivas descrevem diferentes formas dos seis auxiliares, e "não há consenso quanto à sua ordem, definição ou mesmo subdivisões" entre os diferentes tantras.

#### Suicídio ióguico
A prática de utkrānti, também chamada de "suicídio ióguico", também é ensinada em tantras xaivas não duais, como o Mālinīvijayottara Tantra, em que se usa a energia vital que sobe através do canal central para encerrar a vida e prosseguir para a união com Xiva. O texto diz que esse abandono do corpo pode ser feito no final da vida, depois de ter dominado tudo o que se propôs alcançar.

### Quatro upaias
Para atingir moksha, é necessário sādhana ou prática espiritual. Os textos do Trika descrevem quatro métodos principais (upāya-s) para alcançar a imersão total (samāveśa) no divino:
1. āṇavopāya, o método corporificado ou método individual, que enfatiza diversas técnicas que fazem uso do corpo, da respiração, dos centros do corpo sutil (chacras) e da imaginação e foca no poder da ação (kriyā-śakti). Este método inclui a maioria dos métodos usuais do yoga clássico: meditação (dhyāna), prāṇāyāma, visualização, mantras, meditação com sílabas-semente (varṇa-uccāra), ativação dos centros sutis, posturas iogues (karaṇa) e realização de rituais meditativos (puja) [85] No Tantrasāra, Abhinavagupta define este método como "aquele que é aplicado nas esferas da imaginação, do prāṇa, do corpo e das coisas externas. Não há absolutamente nenhuma diferença entre esses métodos, pois a prática de qualquer um deles pode produzir o fruto supremo."[85]
2. śāktopāya, o método fortalecido, ou o método do poder da consciência. Wallis escreve que este método "se concentra em abandonar construções mentais que não estão alinhadas com a realidade (aśuddha-vikalpas) e no cultivo da sabedoria, isto é, modos de compreensão que estão alinhados com a realidade (śuddha-vikalpas)."[86] Este método trabalha principalmente com o poder do conhecimento (jñāna-śakti) e enfatiza o uso do poder da cognição para purificar e refinar nossas construções mentais (vikalpas) e a energia dos próprios pensamentos e emoções, de modo a trazê-los para dentro em alinhamento total com a verdade.[86]
3. śāmbhavopāya, o método da consciência. Este método é um caminho de graça que funciona com a vontade pura (icchā-śakti) da consciência. É um método não-conceitual (nirvikalpa), que pode funcionar com experiências cotidianas, mantras de bija ou certas técnicas simples para acessar o divino, como olhar para o céu, ficar absorvido por uma emoção poderosa ou a prática de "agarrar-se ao primeiro momento de percepção."[87] Wallis a define como uma "apreensão intuitiva imediata do fluxo total da realidade como ela é, livre de construções de pensamento, surgindo na consciência já inteira e completa (pūrṇa), mesmo que momentânea."[87]
4. anupāya o método 'sem método'. Wallis explica isso como um caso muito raro em que há "um despertar śaktipāta tão intenso que um único ensinamento de um verdadeiro guru é suficiente para estabilizar esse despertar permanentemente."[84]

### Kaula
Em suas invocações, Abhinavagupta se refere ao Kaula como uma das três formas de se obter Trika e se acessar o "coração" ou estado de "potencial absoluto" (visargah), como sendo aquele estado em que os três poderes (vontade, cognição e ação) e os três modos (não-dualidade, síntese e pluralidade) estão fundidos em uma consciência beatífica e "toda abrangente". Essa forma de kaula se refere à união sexual supramundana, praticada durante a devoção pelos iniciados na forma mais alta do Trika. Abhinavagupta a diferencia da cópula mundana, chamando a união do Kaula como "toda abrangente" (bharitatanuh), em uma universalidade tal qual a do Absoluto, e afirmou que a precondição para essa união é o casal estar imerso em consciência plena de si próprios como Xiva e Xácti. Ao final do Tantrasara, o pensador expõe sobre os ritos de Kaula. Ele afirma que é a forma mais direta de se evocar o coração e atingir a iluminação e libertação.